# El campeón soy yo
El campeón soy yo  es una película en blanco y negro de Argentina dirigida por Virgilio Muguerza sobre el guion de Alberto Peyrou y Diego Santillán que se estrenó el 18 de febrero de 1960 y que tuvo como protagonistas a Pablo Palitos, Beatriz Taibo, Héctor Méndez y Paulette Christian.

## Sinopsis
Un individuo es obligado a hacerse pasar por un famoso boxeador.

## Reparto
- Pablo Palitos
- Beatriz Taibo
- Héctor Méndez
- Paulette Christian
- Mario Díaz
- Kid Gavilán
- Cayetano Biondo
- Lalo Malcolm
- Susana Latou

## Comentarios
Jorge Miguel Couselo dijo en Correo de la Tarde'':

”Lamentable realización…Sólo materialmente El campeón soy yo asume el carácter de película…revista teatral de ínfima categoría.”